# Prestranek
Prestranek je naselje v Občini Postojna. Nahaja se nad levim bregom reke Pivke, ob cesti Postojna–Pivka. V naselju je nekoč gospodarsko pomembna železniška postaja Prestranek. Prebivalci se ukvarjajo s kmetijstvom, gozdarstvom, pomembnejši gospodarski obrat v naselju je podjetje Javor Pivka. V neposredni okolici naselja je tudi več kraških jam, ki pa niso urejene za turistične oglede (Mrzla jama, Ovčja jama, Zakajeni spodmol idr.). V njih so bili med arheološkimi izkopavanji najdeni številni človeški predmeti iz paleolitika ter ostanki ledenodobne favne. V 16. stoletju je bil v naselju prvič omenjen grad Prestranek, ki je skozi stoletja zamenjal mnogo lastnikov. Danes je v njem Center za vzgojo jahalnih konj. Na Prestranku stoji tudi OŠ Prestranek, ki je imela v letu 2011 približno 180 učencev.